# Votlorogi
Votlorogi ali rogarji (znanstveno ime Bovidae) so največja, najpestrejša in za človeka najpomembnejša skupina parkljarjev. Poseljujejo Severno Ameriko, Evrazijo in Afriko. Udomačene (govedo, koze, ovce, antilope, vilorogi) pa je človek raznesel po vsem svetu. Na severu sežejo do skrajnih severnih meja tundre, na jugu pa žive v tropskem deževnem gozdu.
Pri samcih, pogosto pa tudi pri samicah, zrastejo rogovi. Osnova roga je koščena rožnica, ki zraste iz čelnice, prek nje pa je roževinast tulec. Oblika in velikost rogov je različna, nikoli pa niso razvejani kot rogovje jelenov. Samci imajo večje rogove kot samice. Rog je stalna tvorba in raste vse življenje. Votlorogi so prežvekovalci, tako da imajo prav tak štiridelen želodec kot jeleni.

## Klasifikacija votlorogov
- Poddružina Bovinae: 24 vrst v 9 rodovih
  - goveda
    - pleme/infradružina Boselaphini
      - rod Tetracerus
        - Štiriroga antilopa, Tetracerus quadricornis
          - T.q. quadricornis
          - T.q. iodes
          - T.q. subquadricornis

      - rod Boselaphus
        - Nilgaj (nilgav) ali modri bik, Boselaphus tragocamelus (ne smemo ga zamenjati z Hippotragus leucophaeus, Hippotraginae)
          - B.t. tragocamelus (Indijski nilgaj)

    - pleme/infradružina Bovini
      - rod Bivoli (Bubalus)
        - Vodni bivol, Bubalus arnee
          - Divji vodni bivol, Bubalus arnee arnee
          - Domači močvirski bivol, Bubalus arnee carabanesis
          - Domači rečni bivol, Bubalus arnee bubalis

        - Nižinska anoa, Bubalus depressicornis
        - Gorska anoa, Bubalus quarlesi
        - Tamaru, Bubalus mindorensis
        - Cebu tamaru†, Bubalus cebuensis (izumrl)

      - rod Bos
        - Tur, Bos primigenius (izumrlo divje govedo)
          - Evrazijski tur†, Bos primigenius primigenius (izumrl)
          - Indijski tur†, Bos primigenius namadicus (izumrl)
          - Severnoafriški tur†, Bos primigenius africanus (izumrl)

        - Banteng, Bos javanicus
        - Gaur (gaver), Bos gaurus
        - Gajal, Bos frontalis (domači gaur/gaver)
        - Jak, Bos mutus
          - Domači jak, Bos grunniens

        - Bos palaesondaicus† (izumrl)
        - Kuprej, Bos sauveli
        - Domače govedo, Bos taurus
          - Taurine govedo, Bos taurus taurus
          - Zebu, Bos taurus indicus

      - rod Pseudoryx
        - Saola, Pseudoryx nghetinhensis

      - rod Syncerus
        - Afriški bivol (tudi kafrski bivol), Syncerus caffer

      - rod Bizon
        - Ameriški bizon, Bison bison
        - Evropski bizon ali zober, Bison bonasus
        - Bison palaeosinensis† (izumrl)
        - Stepski bizon† Bison priscus (izumrl)
        - Antični bizon† Bison antiquus (izumrl)
        - Dolgorogi bizon† Bison latifrons (izumrl)

      - rod Pelorovis† (izumrl)
        - Veliki bivol†, Pelorovis antiquus (izumrl)

    - pleme/infradružina Tragelaphini
      - rod Tragelaphus (antilopam podobni)
        - Bongo, Tragelaphus eurycerus
        - Veliki kudu, Tragelaphus strepsiceros
        - Kéwel, Tragelaphus scriptus
        - Imbabala, Tragelaphus sylvaticus
        - Mali kudu, Tragelaphus imberbis
        - Gorska niala, Tragelaphus buxtoni
        - Niala, Tragelaphus angasii
        - Sitatunga, Tragelaphus spekeii

      - rod Taurotragus (Eland)
        - Navadni eland, Taurotragus oryx
        - Veliki eland, Taurotragus derbianus

  - vilorog (antilopska koza ali ameriška antilopa - Antilocapra americana);
- Poddružina Cephalophinae - huleži; 19 vrst v 2-h rodovih ali 22 vrst v 3-h rodovih
- Poddružina Hippotraginae - konjske antilope; 23 vrst v 11 rodovih
  - Rod Hippotragus
    - konjska antilopa, Hippotragus equinus
    - sabljasta antilopa
      - Črna grivasta antilopa, Hippotragus niger
      - orjaška sabljasta antilopa Hippotragus niger varani

    - modra antilopa, Hippotragus leucophaeus (izumrla okoli 1800)

  - Rod Oryx
    - vzhodnoafriški oryx, Oryx beisa
    - Scimitar oryx, saharski oriks (Oryx dammah)
    - pasana ali južnoafriška bajza, Oryx gazella
    - Arabski oryx, Oryx leucoryx

  - Rod Addax
    - Addax, Addax nasomaculatus
- Poddružina Antilopinae: 38 vrst v 14 rodovih 
  - gazele (mdr. grevyjeva gazela, impala ...)
  - pritlikave antilope in
  - sajge (Saiga tatarica):
- Poddružina Caprinae (koze in ovce)
  - Rod Ammotragus
    - Berberska (ali grivasta) ovca Ammotragus lervia

  - Rod Budorcas
    - Takin, Budorcas taxicolor

  - Rod Capra
    - Divja koza, Capra aegagrus; včasih tudi Bezoarka-Capra bezoartica
      - Domača koza, Capra aegagrus hircus

    - Pigmejska koza, Capra hicus
    - Zahodni kavkaški tur, Capra caucasica
      - Capra caucasica caucasica
      - vzhodni kavkaški tur, Capra caucasica cylindricornis

    - Vijeroga koza, Capra falconeri
    - Alpski kozorog, Capra ibex
    - Nubijski kozorog, Capra nubiana
    - Španski kozorog, Capra pyrenaica
    - Sibirski kozorog, Capra sibirica
    - Etiopski kozorog, Capra walie

  - Rod Capricornis
    - Capricornis crispus
    - Capricornis milneedwardsii
    - Capricornis rubidus
    - Capricornis sumatraensis
    - Capricornis swinhoei
    - tar?-Capricornis thar (=kavkaški tar)?

  - Rod Hemitragus (Tar (koza))
    - Arabski tar, Hemitragus jayakari
    - Himalajski tar, Hemitragus jemlahicus
    - Hemitragus hylocrius

  - Rod Nemorhaedus
    - Nemorhaedus baileyi
    - Nemorhaedus caudatus
    - Nemorhaedus goral
    - Naemorhedus griseus

  - Rod Oreamnos
    - Ameriška planinska koza, Oreamnos americanus

  - Rod Ovibos
    - Moškatno govedo, Ovibos moschatus

  - Rod Ovis
    - Argali, Ovis ammon (azijska gorska/divja ovca)
    - Domača ovca, Ovis aries
    - Evropski muflon, Ovis aries musimon
    - Azijski muflon, Ovis aries orientalis
    - Urial, Ovis aries vignei
    - Debeloroga ovca ali Ameriški muflon, Ovis canadensis
    - Ovis dalli (ovca Dall ali ovca tankega roga; severovzhodna severnoameriška ovca)
    - Snežna ovca, Ovis nivicola
    - Divja ovca, Ovis gmelini

  - Rod Pantholops
    - Tibetanska antilopa, Pantholops hodgsoni

  - Rod Pseudois
    - Himalajska modra ovca, Pseudois nayaur
    - Pritlikava modra ovca, Pseudois schaeferi

  - Rod Rupicapra
    - Pirenejski gams, Rupicapra pyrenaica
    - Navadni gams, Rupicapra rupicapra